# Johan Maelwael

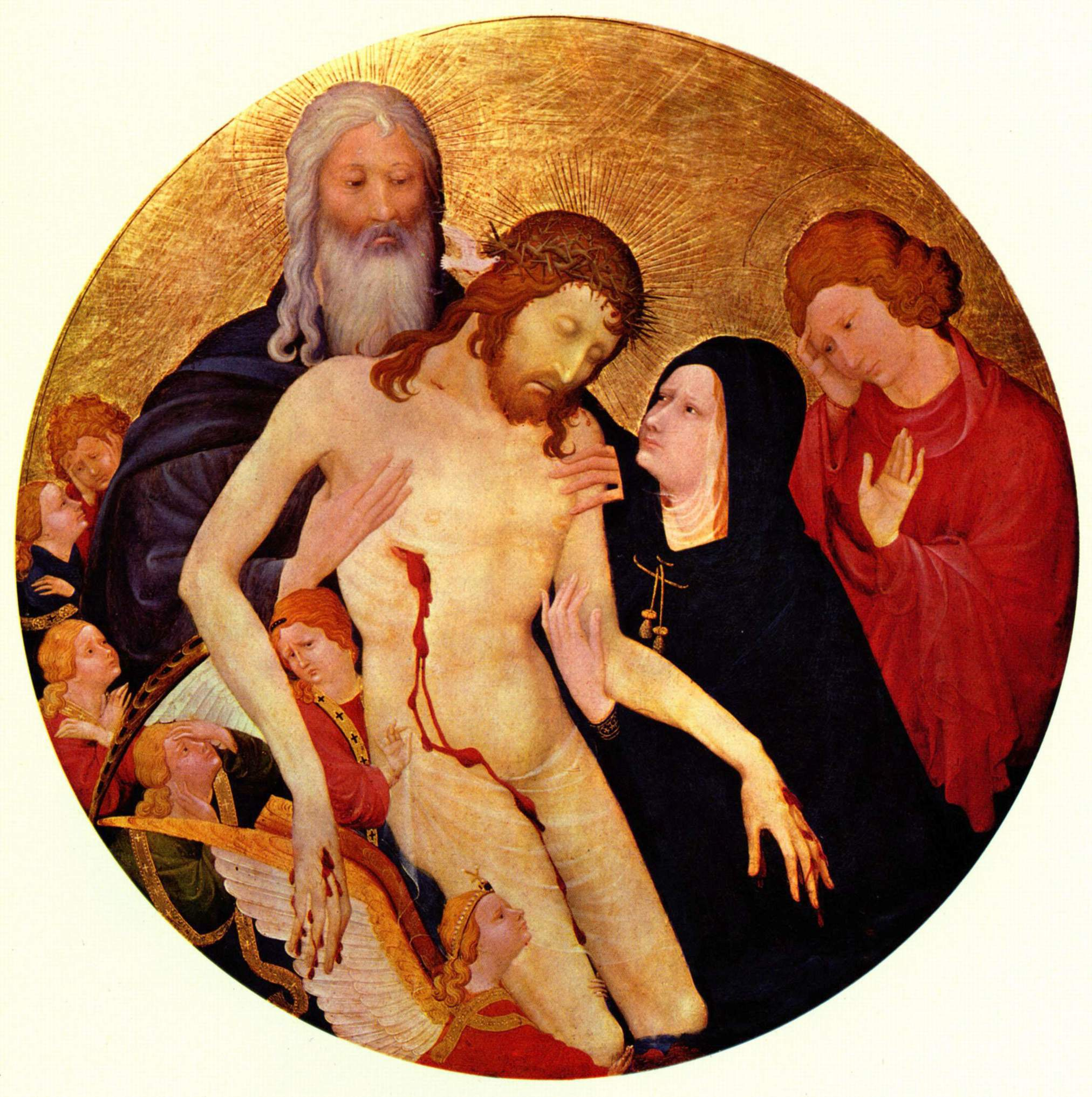
Pietà, um 1400. Louvre Paris

Johan Maelwael oder auch Jan Maelwael (* um 1365/1370 im Herzogtum Geldern; † März 1415 in Dijon) war ein niederländischer Maler der Gotik. In Frankreich war er unter dem Namen Jean Malouel bzw. Maluel oder auch Jehan Maleuel bekannt.

## Leben
Jan Maelwael kam als Sohn von Willem Maelwael im Herzogtum Geldern zur Welt. Sein Vater, der möglicherweise aus der Gegend um Kleve kam, ließ sich um 1380 in Nimwegen nieder. Willem hatte auch noch eine Tochter namens Mechtild (Metta), die um 1385 Arnold von Limburg heiratete. Sie ist damit nicht nur die Mutter der bekannten Gebrüder Limburg, sondern auch noch die Schwester von Jan Maelwael. Willem Maelwael richtete seine Werkstatt in der Burchtstraat in Nimwegen ein und führte auch Arbeiten im Auftrag des Herzogs von Geldern aus, der damals bei seinen Aufenthalten im Valkhof in Nimwegen residierte. Hier herrschte die geeignete Atmosphäre, in der der heranwachsende Jan Maelwael sich die nötigen Kenntnisse und Kunstfertigkeiten des Handwerks aneignen konnte.
Katharina von Bayern, die Ehefrau des Herzogs Wilhelm von Geldern, war zugleich Großtante von Elisabeth von Baiern, die zur selben Zeit als Ehegattin des französischen Königs an dessen Hof lebte und dort den Namen Isabeau trug. Durch Katharina, so wird angenommen, wurde Jan Maelwael an den französischen Hof vermittelt. Zumindest taucht ein gewisser Hennequin de Mallivieil um 1396 dort auf. Er arbeitete ein Jahr lang für Königin Isabeau in Paris. Von dort zog er dann weiter nach Dijon, wo Philipp der Kühne, der Schwager von Isabeau residierte. Jan Maelwael verbrachte die Jahre 1397 bis 1415 hauptsächlich in Dijon als Hofmaler der Herzöge von Burgund, zunächst für Philipp den Kühnen und später für Johann Ohnefurcht. Im Jahr 1405, kurz nach dem Tod Philipps des Kühnen kehrte er zu einem Besuch in seine alte Heimatstadt Nimwegen zurück und nahm bei dieser Gelegenheit Heilwig van Redinchaven zur Frau. Es war wohl nicht seine erste Heirat, da er zu dem Zeitpunkt verwitwet zu sein schien.
Die beiden kehrten gemeinsam nach Dijon zurück. Das letzte Mal kam er im Jahr 1413 nach Nimwegen, um familiäre Angelegenheiten zu regeln. Zwei Jahre später, 1415, starb er in Dijon. Er hinterließ seine Frau mit vier Kindern. Diese blieb jedoch in Dijon, da Johann Ohnefurcht ihr eine Rente gewährte. Auch sie kehrte noch einmal nach Nimwegen zurück, um eine strittige Erbangelegenheit zu regeln, die sich dann noch über Jahrzehnte hinziehen sollte.

## Werk
Die Polychromierung des Moses-Brunnens ist die einzige Arbeit, die mit Johan Maelwael archivalisch in Verbindung gebracht werden kann. Der Brunnen wurde von Claus Sluter angefertigt und steht inmitten des Kartäuserklosters Champmol, der Grablege der burgundischen Herzöge.
Unter einer Anzahl von Gemälden, die ihm zugeschrieben werden, ist das bekannteste das „Martyrium des Heiligen Dionys“, das jetzt im Louvre hängt. Ein weiteres wichtiges Werk ist die ebenfalls im Louvre befindliche große, runde Pietà. Das Bild ist der erste erhaltene Tondo in der westlichen Tafelmalerei. Ebenfalls hängt in der Gemäldegalerie in Berlin ein Werk von ihm.
Johan Maelwael war der Onkel der Brüder von Limburg und seine Werke gehören zu den ersten mit dem realistischen flämischen Stil, die die französische Malerei beeinflussten. Seine Nachfolger als Hofmaler wurden Henri Bellechose und Jan van Eyck.

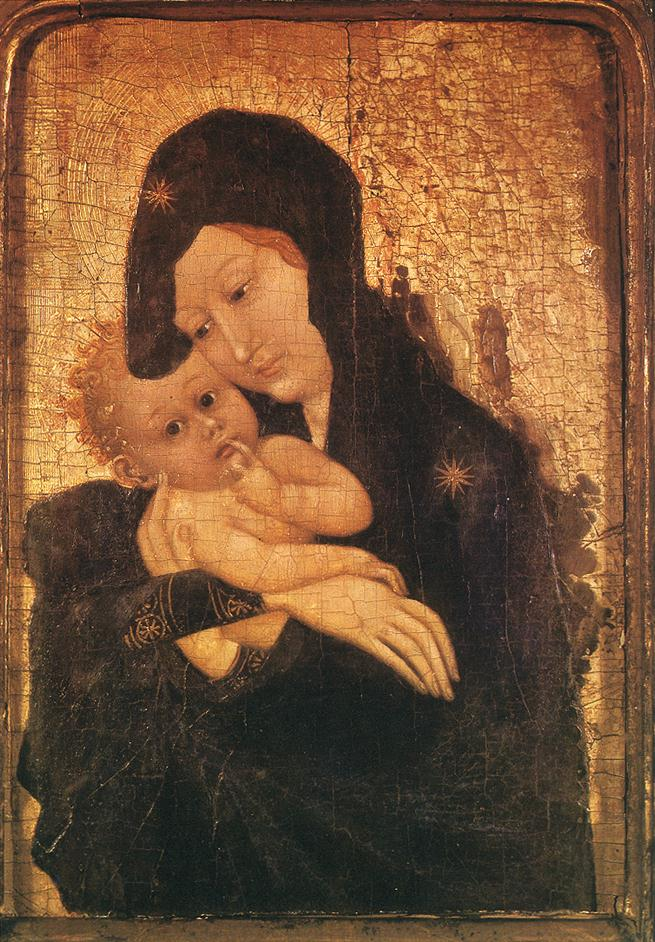
Madonna mit Kind, um 1410 ausgeführt in Tempera auf Holz, (Louvre)
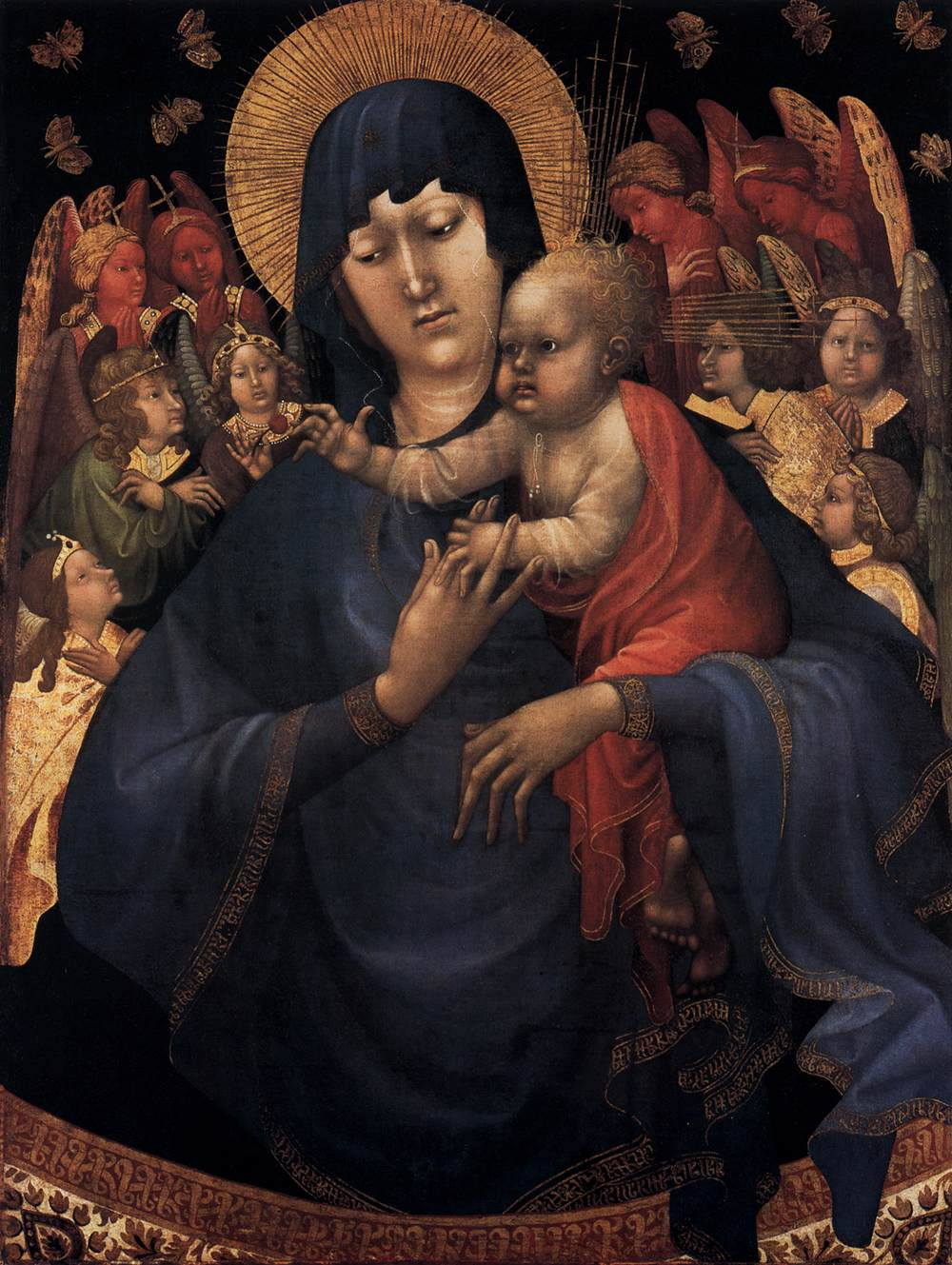
Jungfrau mit Engeln, um 1410, (Gemäldegalerie Berlin)
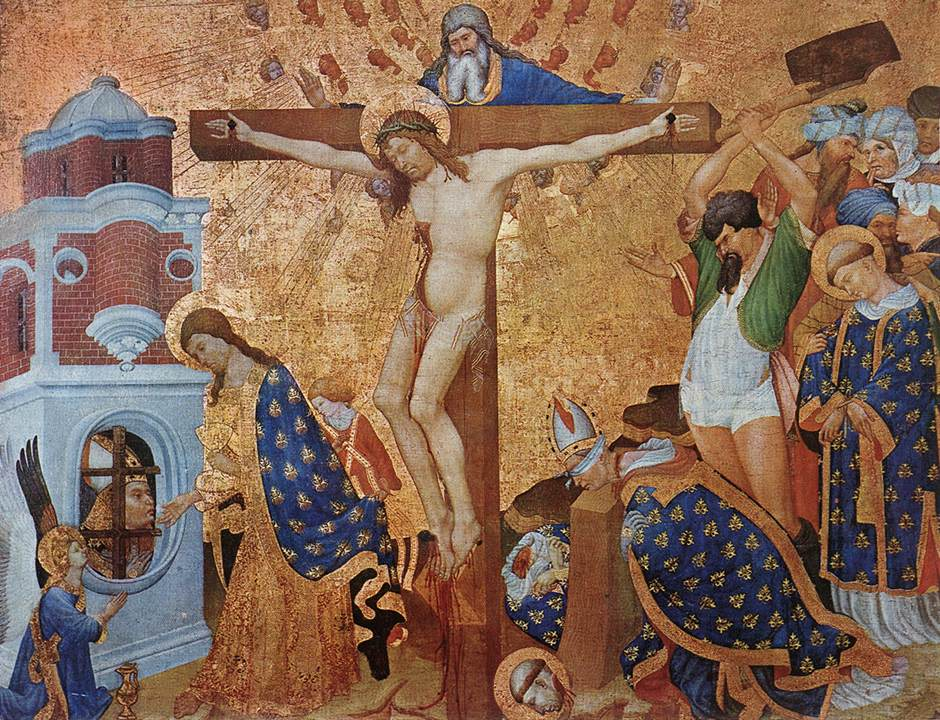
Martyrium des Heiligen Dionys, um 1415 bis 1416 (Bellechose ?), (Louvre)